# ان‌جی‌سی ۱۹۶
ان‌جی‌سی ۱۹۶ (انگلیسی: NGC 196) نام یک کهکشان عدسی در صورت فلکی نهنگ است.